# Tiers
Tiers (wł. Tires) – miejscowość i gmina we Włoszech, w regionie Trydent-Górna Adyga, w prowincji Bolzano (Tyrol Południowy).
Liczba mieszkańców gminy wynosiła 964 (dane z roku 2009). Język niemiecki jest językiem ojczystym dla 97,4%, włoski dla 2,35%, a ladyński dla 0,25% mieszkańców (2001).